# Wakanim
Wakanim — французская развлекательная компания, международный поставщик аниме-сериалов на основе потокового мультимедиа. 3 ноября 2023 года сервис прекратил свою работу.

## История
- Февраль 2009 — основание.
- Октябрь 2010 — показ первой серии Kami nomi zo Shiru Sekai.
- Октябрь 2013 — запуск сервисов в Великобритании при поддержке Anime Limited (больше не доступно).
- Июль 2014 — объявление о создании Wakanim Music, сервиса для доступа к азиатской музыке.
- Февраль 2015 — запуск Wakanim Music (больше не доступно).
- Апрель 2015 — Aniplex становится главным инвестором Wakanim.
- Март 2016 — появление ежемесячной платной подписки.
- Октябрь 2016 — аниме-сериал Drifters выходит на французском языке одновременно с показом в Японии, в сотрудничестве с телеканалом J-One.
- Июнь 2017 — приход компании в Скандинавию.
- Сентябрь 2017 — объявление о начале работы в Германии и Австрии, в сотрудничестве с Service AkibaPass.
- Январь 2018 — начало работы в России[5]. Перевод выполнял ИД «Истари комикс», дубляж и закадровое озвучивание — творческое объединение «Студийная банда» (Studio Band), большую часть которого составляли выходцы из фэндаб-сообщества AniDub. До весеннего сезона 2020 года всё аниме российского региона было доступно и в Белоруссии, однако некоторые сериалы, например, Arte и Appare-Ranman, в каталоге пользователей из РБ не отображались, а в конце мая из него исчезло всё аниме вовсе, даже купленное посерийно. Официальных комментариев или ответов на вопросы пользователей от администрации сервиса не поступало. В том же году каталог восстановился.
- Март 2022:
  - После начала войны на Украине Wakanim приостановил работу в России в связи со сбоями в оплате и поддержке сервиса[6][7].
  - Crunchyroll объявляет о слиянии каталогов с Wakanim на своём сайте и о том, что все новые сериалы с апреля начнут выходить только на Crunchyroll[8].

## Особенности
Видео защищено DRM, воспроизведение которого осуществляется через собственный HTML5-плеер под названием JW-Player версии 8.11.8 (по состоянию на февраль 2020 года). В июне 2015 года они объявили об обновленной версии своего веб-сайта, на котором в октябре они начали использовать новый проигрыватель HTML 5 вместо Flash. У Wakanim также есть приложения для Xbox One, PlayStation 4, Windows 10, Apple TV, Amazon Fire TV, платформ iOS и Android. Версии для iOS и Android имеют автономный режим, в котором можно загружать видео и просматривать их позже без доступа к интернету.